# Sanada Kota
Kota Sanada (sinh ngày 21 tháng 4 năm 1999) là một cầu thủ bóng đá người Nhật Bản.

## Sự nghiệp câu lạc bộ
Kota Sanada đã từng chơi cho Shonan Bellmare.